# Austrotinodes quadrispina
Austrotinodes quadrispina är en nattsländeart som beskrevs av Schmid 1958. Austrotinodes quadrispina ingår i släktet Austrotinodes och familjen trattnattsländor. Inga underarter finns listade i Catalogue of Life.